# シンプソン砂漠

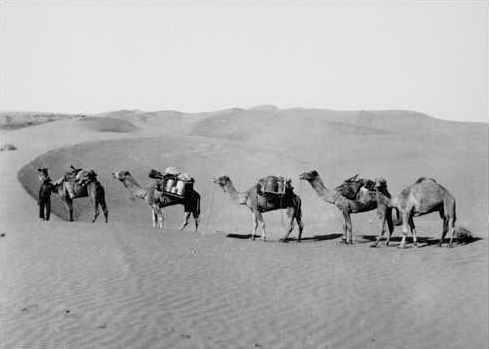
Ted Colson's expedition across the Simpson Desert in 1936

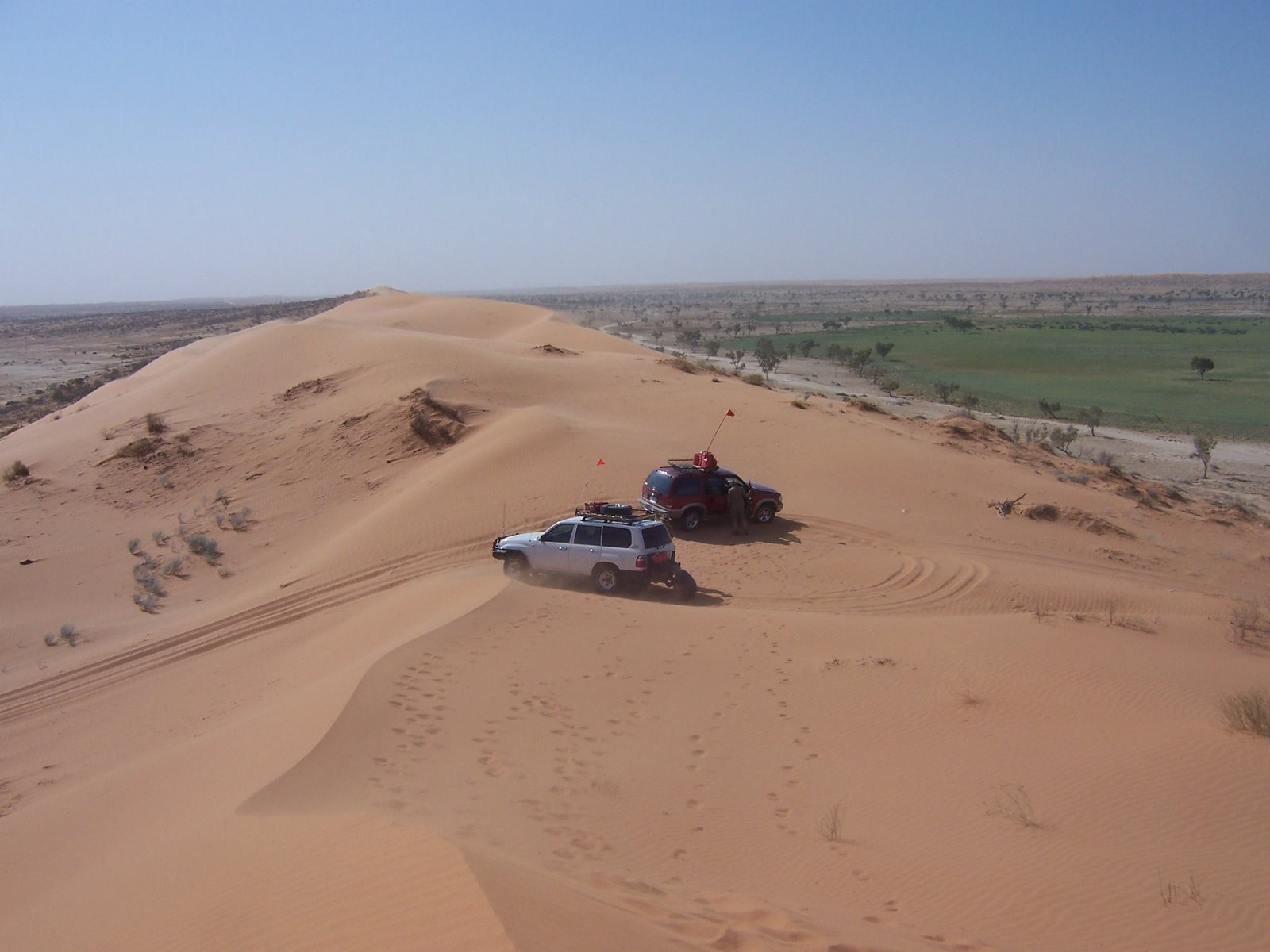
Big Red, Simpson Desert, 2007

シンプソン砂漠（Simpson Desert）とはオーストラリア中央部に位置する砂漠。
ノーザンテリトリー、サウスオーストラリア州、クイーンズランド州にまたがる。
面積、143,000km2。